# アイマヴィル
アイマヴィル、エマヴィル（フランス語: Aymavilles [ɛmavil]）は、イタリア共和国ヴァッレ・ダオスタ州にある、人口約2,100人の基礎自治体（コムーネ）。

## 地理

### 位置・広がり

#### 隣接コムーネ
隣接するコムーネは以下の通り。
- コーニュ
- グレッサーン
- ジョヴェンサン
- サン＝ピエール
- サール
- ヴァルサヴァランシュ
- ヴィルヌーヴ

## 行政

### 分離集落
アイマヴィルには、以下の分離集落（フラツィオーネ）がある。
- Bettex, Caouz, Cerignan, Chabloz, Champessolin, Champlan, Champleval-Dessous, Château, Cheriettes, Chevril, Clos-Savin, Crétaz-Saint-Martin, Croux, Dialley, Ferrière, Folliex, Fournier, Glassier, La Camagne, La Cleyvaz, La Poyaz, La Roche, Micheley, Montbel, Moulins, Ozein (Belley, Chantel, Dailley, La Charrère, Murasses, Vers-les-Prés, Ville), Pesse, Pompiod, Pont d'Aël, Saint-Léger, Saint-Maurice, Seissogne, Sylvenoire, Turlin (Chanabertaz, Turlin-Dessous, Turlin-Dessus), Urbains, Venoir, Vercellod, Vieyes, Villetos